# Брандисы

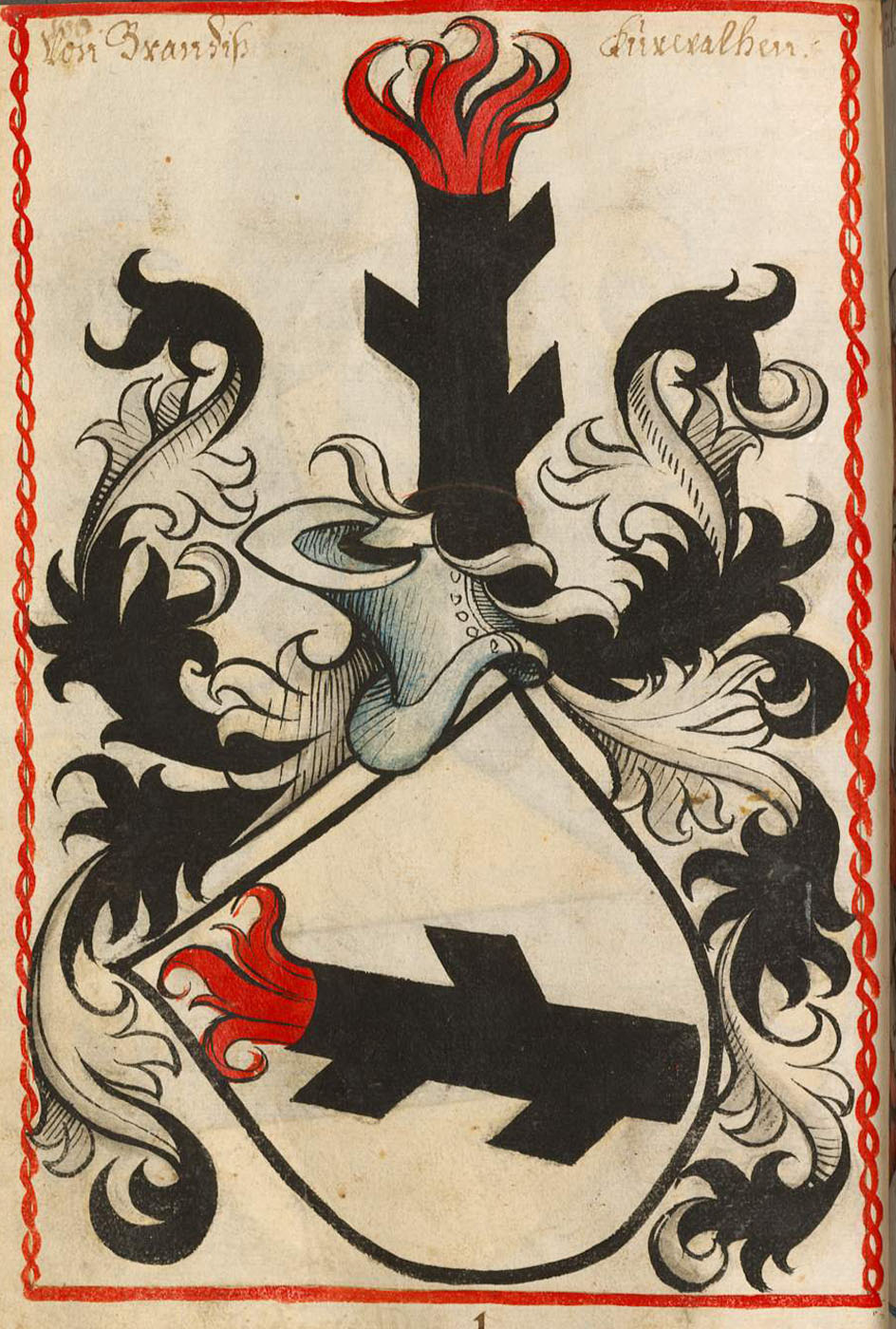
Герб (Гербовник Шайблеров (1450—1480 гг.).

Фрайгерры Брандис — дворянская семья из Эмменталя на территории современного швейцарского кантона Берн. Резиденцией был замок Брандис недалеко от Лютцелфлю.

## История
Семья фон Брандис известна в Верхнем и Среднем Эмментале с XIII в., и владела бейливиком монастырей Труб и Рюэгзау. Первым известным представителем семьи был Конрад фон Брандис. В XIV и XV вв. его потомкам удалось приобрести обширные поместья в нынешнем кантоне Берн, в восточной Швейцарии, в Лихтенштейне и в Форарльберге благодаря продуманной брачной и кредитной политике.
Тьюринг фон Брандис женился на Катарине фон Вайссенбург и таким образом получила графство Симменегг. Так семья установила контакт с Берном, заключив с городом в 1337 г. бургрехт. В то время как Констанцское епископство находилось в руках епископа Тюринга фон Брандиса, он передал своим родственникам права епископства в ландграфстве Бургундия, а также права на замок Бишофсцелль и владение Кюссаберг в Шварцвальде. Аббат монастыря Райхенау Эберхард фон Брандис продал имущество и права своего монастыря своей семье в 1367 г.
Благодаря браку Вольфхарта I с вдовой графа Хартмана фон Верденберг-Зарганс Агнес фон Монфор-Фельдкирх, большая часть поместий семьи Верденберг-Зарганс в долине Рейна и в Форарльберге перешла в руки фон Брандисов (светства Блюменегг с резиденцией замка Блюменегг, Зонненберг с замком Зонненберг и Шелленберг с Верхним и Нижним замками Шелленберг и графство Вадуц с замком Вадуц). Наконец, в 1437 году Вольфхарт V фон Брандис купил имение Майенфельд, где замок, построенный Тоггенбургерами, до сих пор известен как замок Брандис, а также соседний замок Маршлинс, и в то же время постепенно продал Берну свои владения в кантоне.

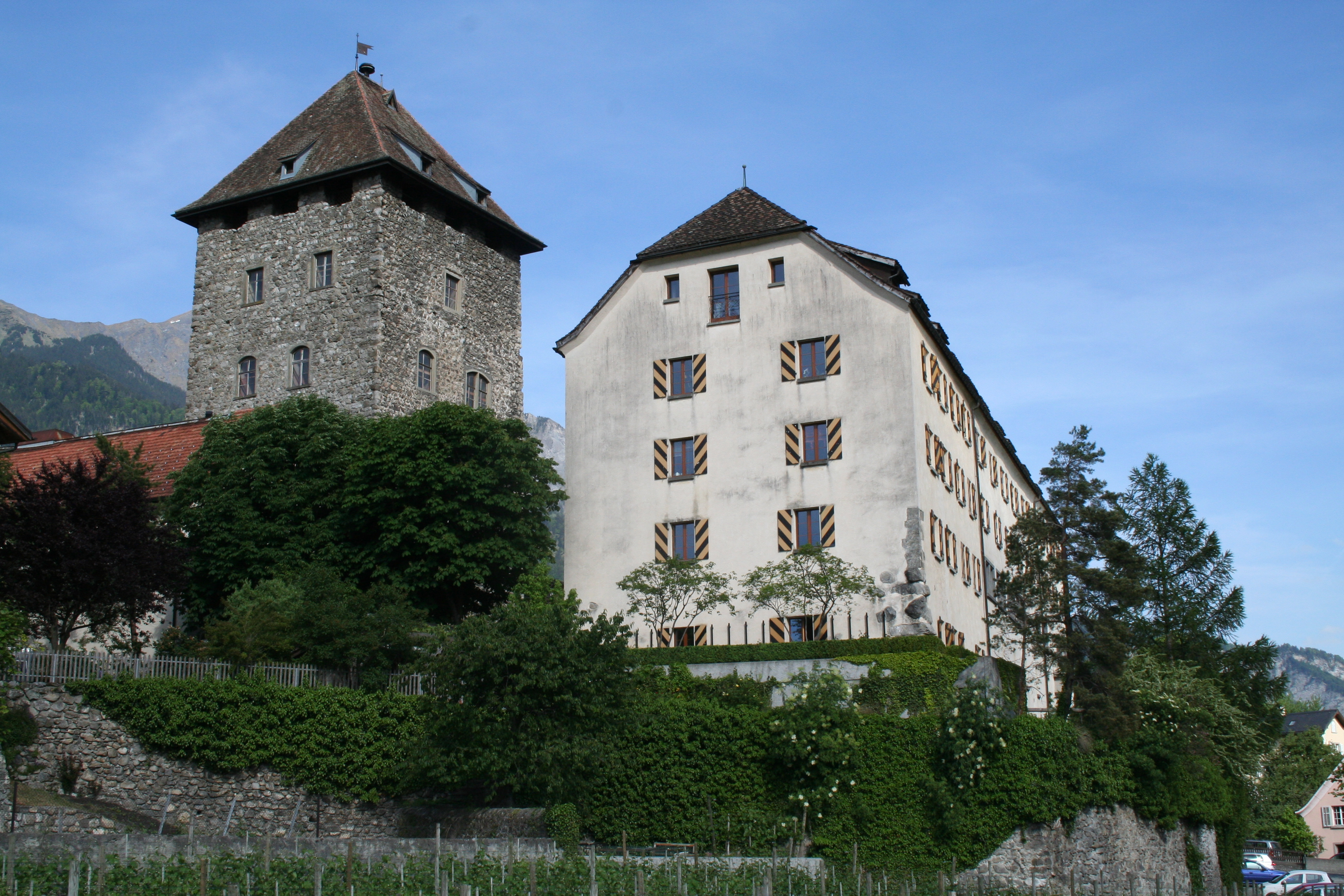
Замок Брандис в Майенфельде.

В 1477 году 60-летний граф Альвиг X. фон Зульц женился на баронессе Верене фон Брандис, которая была на 35 лет моложе его. У них было две дочери и сын Рудольф V фон Зульц (его также называют Рудольф III).
В конце XV в. семья фон Брандис оказалась втянутой в войну между Габсбургами и Швейцарским союзом. Во время Швабской войны в 1499 г. швейцарцы оккупировали их владения в Майенфельде и захватили там Зигмунда и Тьюринга фон Брандис. Последний потомок семьи Йоханнес фон Брандис из-за финансовых трудностей был вынужден продать владение Майенфельд Трём Лигам в 1509 г., а в 1510 г. продал Шелленберг, Вадуц и Блюменегг Рудольфу V Зульцу. С его смертью в 1512 г. династия прекратила существование.
По сей день существуют две другие (не связанные между собой) дворянские семьи с таким же именем: графы Брандис в Южном Тироле и бароны Брандис из Нижней Саксонии, получившие дворянство в 1769 году.